# Bågbandat ordensfly
Bågbandat ordensfly (Catocala elocata) är en fjärilsart som beskrevs av Eugen Johann Christoph Esper. Bågbandat ordensfly ingår i släktet Catocala och familjen nattflyn. Arten förekommer tillfälligt i Sverige, men reproducerar sig inte. Inga underarter finns listade i Catalogue of Life.

## Bildgalleri

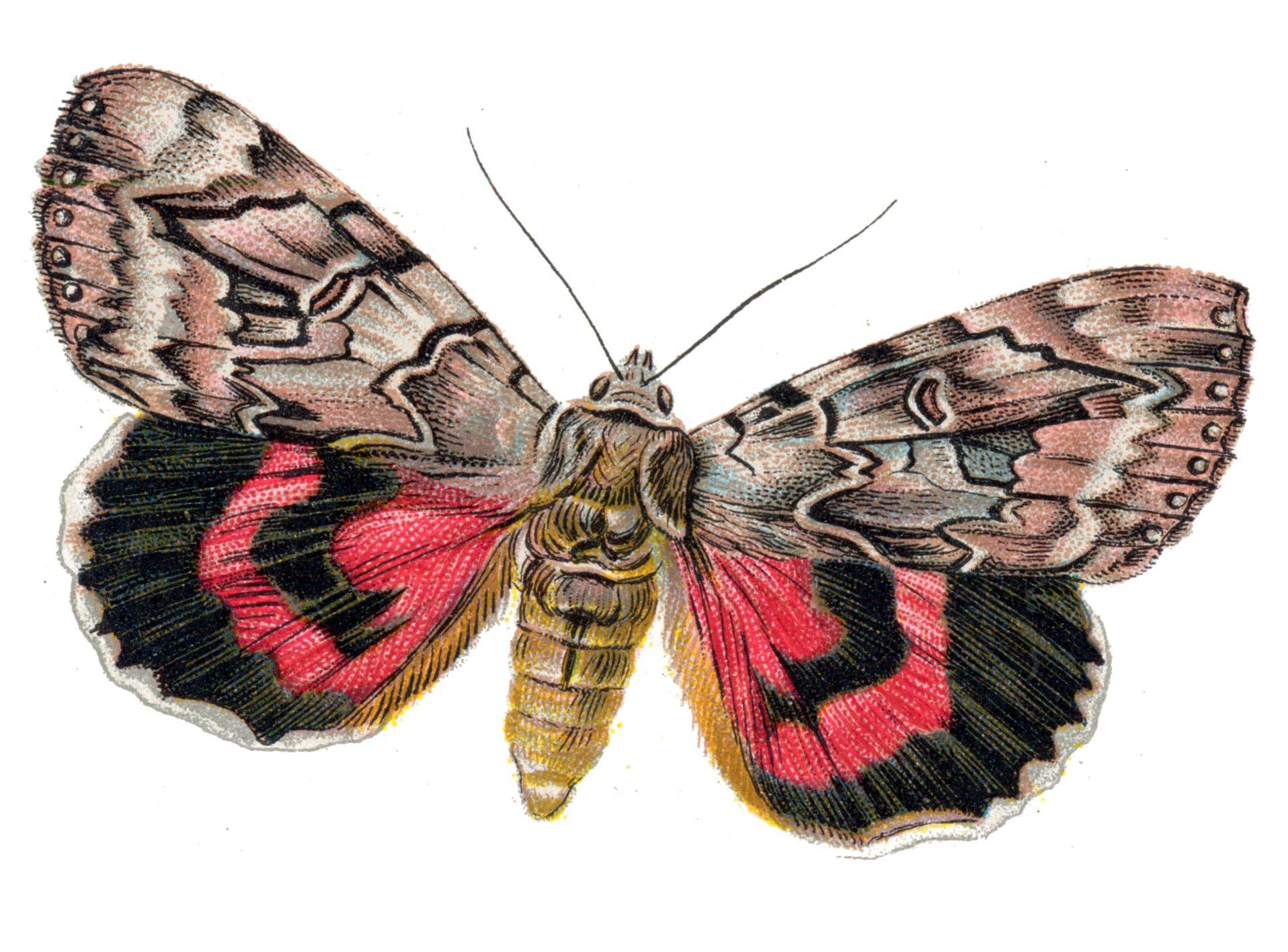